# سوني هاين
سوني هاين (بالإنجليزية: Sonny Hine)‏ هو مدرب خيول أمريكي، ولد في 9 يناير 1931 في ذا برونكس في الولايات المتحدة، وتوفي في 17 مارس 2000.